# Riels Hoefke
Het Riels Hoefke is een natuurgebied tussen Alphen en Riel. Het is eigendom van de Stichting Brabants Landschap. Het was oorspronkelijk een stuifzandgebied dat later bebost werd. 
Het gebied grenst in het oosten aan de Brakelse Heide en in het zuiden aan landgoed De Hoevens. Aan de noordzijde grenst het gebied aan de Oude Tilburgsebaan. In het westen grenst het aan een militair terrein dat niet meer in gebruik is. In het noordwesten vindt men de bedding van het voormalig Bels Lijntje.

## Geschiedenis

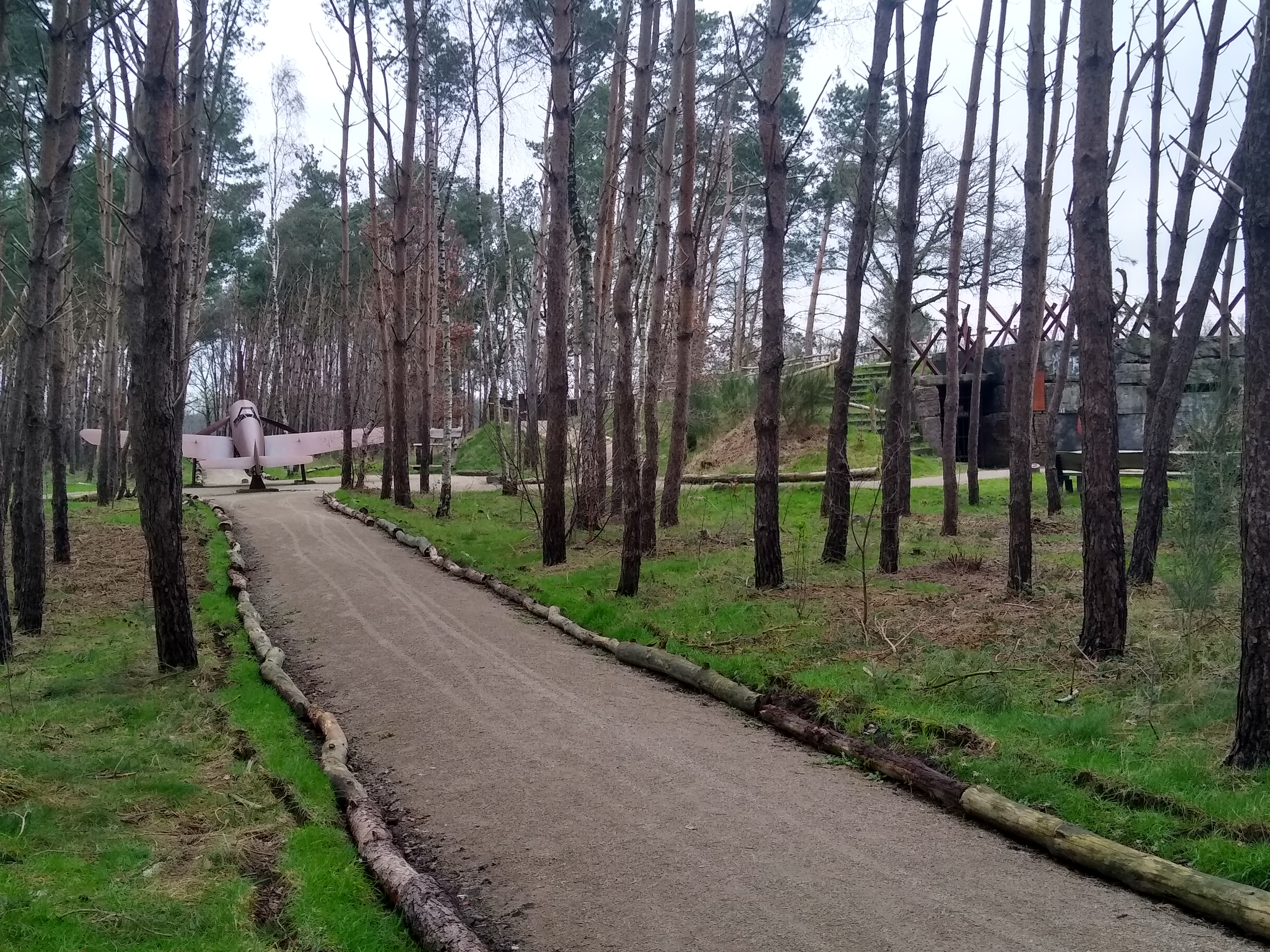
Herdenkingspark schijnvliegveld 'De Kiek' langs de voormalige spoorlijn Tilburg - Turnhout (Bels Lijntje)

Tijdens de Tweede Wereldoorlog was het gebied bij de Duitse bezetter in gebruik als schijnvliegveld (Schijnvliegveld Brakel, ofwel Scheinflugplatz SF37 Kamerun), om de aandacht van vliegbasis Gilze-Rijen af te leiden. Er kwamen heel wat geallieerde bommen op het veld en soms verre omtrek terecht. In 1943 liep het dorp Riel daarbij flinke schade op. Een aantal bomkraters getuigen nog van de bombardementen. 
Sinds 2019 wordt er in het bos door middel van informatiepanelen de aandacht gevestigd op de restanten van het voormalige schijnvliegveld. Ook is er een namaakvliegtuig van cortenstaal geplaatst.